# Billy Branch

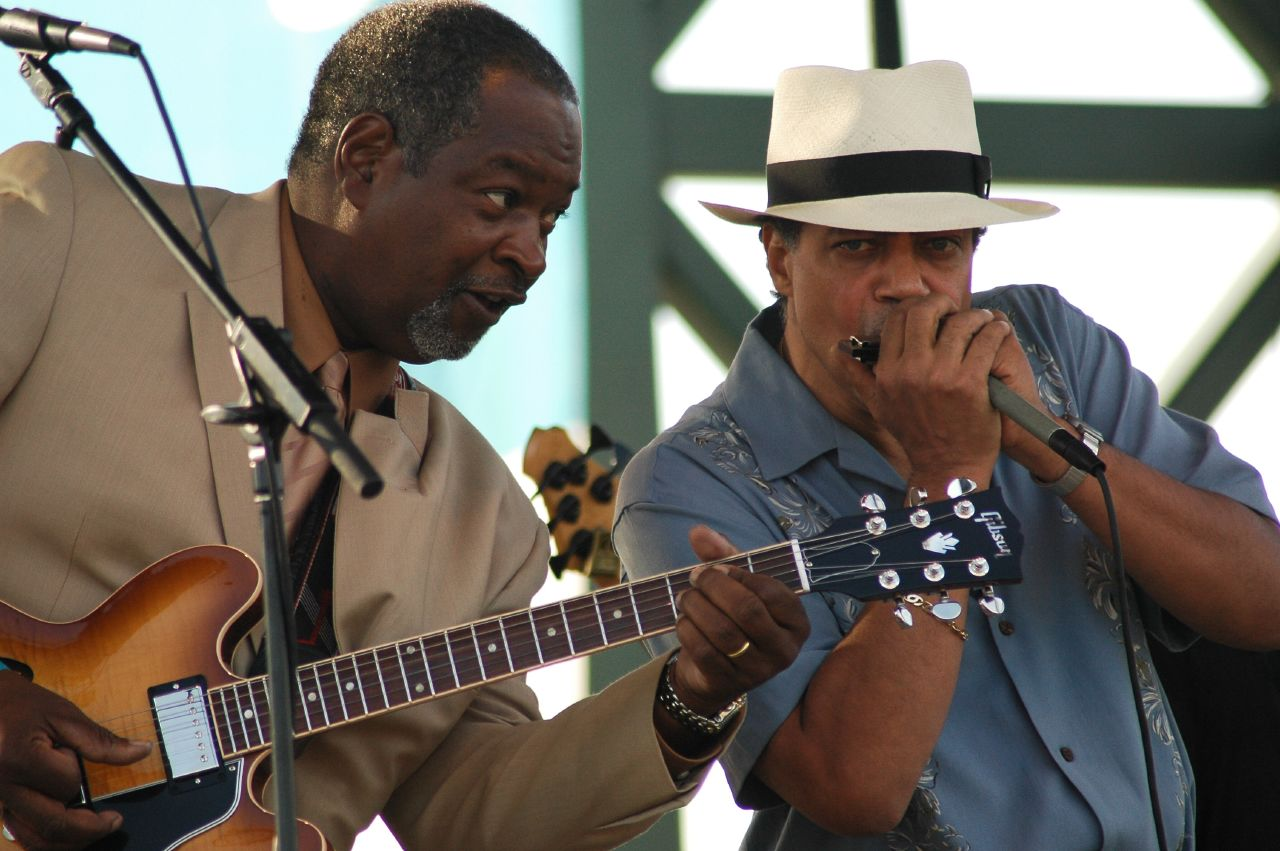
Carl Weathersby y Rama en la Arkansas Blues y Festival de Patrimonio

Billy Branch (3 de octubre de 1951, Great Lakes), de nombre real William Earl Branch, es un armonicista y cantante estadounidense de Chicago blues. Branch fue nominado tres veces a los Grammy y ganador de un Premio Emmy, y también del  Premio Addy. Actualmente es presidente del Grammy Blues Comittee 

## Carrera y primeros años
Branch nació en el hospital Great Lakes Naval situado al norte de Chicago, Illinois, Estados Unidos. Su familia se trasladó de Chicago a Los Ángeles cuándo  tenía cinco años . A los diez años compró su primera armónica en un establecimiento de la cadena Woolsworth en Los Ángeles. Inmediatamente empezó a tocar melodías y canciones sencillas. Desde entonces Billy ha ido siempre con una armónica encima. En 1969  regresó a Chicago para cursar en la Universidad de Illinois. Y se graduó de UIC con un Bachelor de grado de Ciencias en Universidad de Ciencia política de Illinois en Chicago.
En agosto de 1969, Brach participó en su primer Chicago Blues Festival, el cual estuvo producido por Willie Dixon. Seis años más tarde, después de graduarse en la Universidad de Illinois,  hizo un tour con la Chicago Blues All-Stars, dirigidos por Dixon. Branch pronto tomó el sitio de Carey Bell, quien había sido el harmonicista de Dixon durante muchos años, cuándo Bell dejó la All-Stars para formar su propia banda.
En los 70, Branch su propia banda, the Sons of Blues, con Lurrie Bell (el hijo de Carey Bell) a la guitarra y Freddie Dixon (el hijo de Willie Dixon) al bajo. Grabaron para Caimán Records y, después de algunos cambios grabaron también para Red Beans Records. La nueva banda estaba formada por Carlos Johnson a la guitarra y J. W. Williams a los coros y el bajo. Branch también grabó para Verve Records y Evidence Records.
Desde entonces, Branch ha tocado unas 250 grabaciones diferentes, incluyendo 12 bajo su propio nombre. Ha grabado con Willie Dixon, Keb Mo, Johnny Winter, Lou Rawls, Koko Taylor, Eddy Clearwater, Honeyboy Edwards, Syl Johnson, Lurrie Bell, Ronnie Baker Brooks, y Taj Mahal. Ha sido nominado tres veces a los Grammy (perdiendo ante B.B. King y Eric Clapton). Actualmente es presidente del Grammy Blues Comittee. Ha ganado múltiple Premios de Música Blues, un Emmy, un Addy, dos Música de Chicago Music Awards, y varios premios diversos. En el 2007 durante el Chicago Blues Festival se le homenajeó por el 30 aniversario de Billy Branch and the Sons of Blues. Así mismo, en el 2017 en el Chicago Blues Fest se celebró el 40.º aniversario de Billy Branch and the Sons of Blues. 
Branch aparece anualmente en festivales importantes alrededor del mundo, incluyendo el Montreux Blues Festival, el North Sea Blues Festival, el Cognac Blues Festival y Long Beach Blues Festival, el Chicago Blues Festival, el San Francisco Blues Festival y el  North Sea Jazz Festival.
La banda actual de los Sons of Blues consta de Branch (armónica y voces), Andrew "Blaze" Thomas (batería y coros), Sumito Ariyoshi (teclados y coros), Marvin Little (bajo y coros) y Giles Corey (guitarra y coros).
Su disco de 2019, Roots and Branches: The Songs of Little Walter, fue escogido como 'Favorite Blues Album'  por AllMusic.